# Catocala julietta
Catocala julietta är en fjärilsart som beskrevs av French 1916. Catocala julietta ingår i släktet Catocala och familjen nattflyn. Inga underarter finns listade i Catalogue of Life.